# 德薩克 (密蘇里州)
德薩克（英語：Des Arc）是位於美國密蘇里州艾昂縣的村。

## 人口
根據2020年美國人口普查的數據，德薩克的面積為0.55平方千米，皆為陸地。當地共有人口131人，而人口密度為每平方千米238人。